# Hyperopselaphus ikedai
Hyperopselaphus ikedai es una especie de coleóptero de la familia Oedemeridae.

## Distribución geográfica
Habita en Japón.